# Tatia galaxias
Tatia galaxias es una especie de pez de la familia Auchenipteridae en el orden de los Siluriformes.

## Morfología
• Los machos pueden llegar alcanzar los 12,6 cm de longitud total.

## Distribución geográfica
Se encuentran en Sudamérica: cuenca del río Orinoco en Venezuela, incluyendo el río Meta en Colombia.

## Hábitat
Vive en áreas de clima tropical entre los 22-26 °C de temperatura.